# Шияковски манастир
Шияковският манастир „Свети Архангел Михаил“ е действащ български православен манастир, част от Софийска епархия. Разположен на около километър от град Костинброд в близост до северния му квартал Шияковци.

## История
Манастирът е издигнат в средата на XIX век и според преданието това става на мястото на средновековен български манастир от времето на цар Иван Шишман.
Първата постройка, за която има исторически сведения, е храмът „Св. Архангел Михаил“, изграден през 1848 г. и осветен през 1850 г. За негов майстор се сочи Миле от с. Годеч, а за игумен – монах Йоан.
През 1870 – 1871 г. в манастира като игумен служи отец Генадий (Генадий Скитник), участник в Първата българска легия на Георги Раковски и приятел и съратник на Васил Левски. От времето на службата на Генадий в Софийската църковна община като принос на Шияковския манастир са вписани две суми – от 300 и 191 гроша. Записано е и кратко описание на манастира:
| „ | ...разположен е в полето, половин час път от селото Шияковци. Има две прости сгради и 40 овце, 10 глави едър добитък, до 10 рала земля и една коса ливади | “ |

По инициатива на Генадий, Васил Левски два пъти посещава манастира и основава в него таен революционен комитет. Подробности за основаването на тайния революционен комитет са дадени в първото издание на книгата на Надежда Берова за Шияковския манастир, откъс от която е изложен в манастира:
| „ | ... От Костинброд идват Стойко Тонев от Горната махала, Димитър Ст. Духов от Духовата махала и Ильо Гълъбов от Палавозовата махала. От Шияковци присъствуват Ангелаки Цветанов, Божин Гончев Бръмбарев н Доне Петков Кулячин. Село Маслово също е имало представители, но не се знае кои са били. На събранието се взема решение за образуване на таен революционен комитет. Участниците полагат клетва. Един от членовете на комитета – Стойко Тонев от Костинброд, през 1931 година 86-годишен, разказва: „Уговорихме се с Димитър и Ильо, като изпеят първите петли, да се съберем при Гьориния хан на Ломското шосе и река Блато. Събрахме се и потеглихме за манастира. Когато пристигнахме, посрещна ни игуменът Генадий и веднага ни въведе в една стая. Там заварихме около десет човека, които личеше, че са току-що пристигнали. Докато се огледаме кой от къде е, малката дървена врата изскърца и през нея се показаха игуменът Генадий и едно не много високо момче, с руси коси и малки мустаци. На краката си имаше кафяви навуща, препасани с черни върви. Ние всички станахме и ги посрещнахме прави. Игуменът постави разкривената масичка насред стаята. Непознатият се приближи, извади от пояси си малка книжка, разтвори я, сложи я на масата, върху нея постави кама и един доста голям револвер. Като хвърли поглед към нас, продума: „Братя, преди да почнем работата, за която сте извикани, всеки от вас ще мине и ще целуне евангелието, ножа и револвера. Това ще бъде заклеването ви и който от вас издаде някого от присъствуващите и каже на душманите, какво е говорено, чака го смърт.“ След като прочете откъс от евангелието, той го целуна и махна с ръка към първия, давайки му знак да се приближи и целуне евангелието, ножа и револвера. Първият беше май от село Шияковци. Той се приближи, свали калпака, прекръсти се три пъти и като целуна ножа, евангелието и револвера, продума „Заклех се“. Сетне се изредиха и останалите, докато минахме всички до един. Левски – непознатият беше той – повтори няколко пъти: „От устата ви да се чуват само думите: не чух, не разбрах, не видях.“ После седнахме край буйния огън в огнището с чувство, че нещо в нас се е променило – макар да сме още под ярема, ние мислехме вече за свободата. Левски започна да ни разправя за хала на турската държава, за зверствата на турците, за онова, което се иска от нас. Когато слънцето се издигна на две-три копрали, ние се сбогувахме и поехме пътя за селото си. Още тогава обмисляхме кои хора да привлечем и посветим в делото и как да вършим работата така, че да остане незабелязана от турската власт.“ По-късно в село Шияковци е проведено второ събрание, на което присъствуват Божил Ганчев, Иван Пекин. Станчо Юсин, Михо Петков, Стойко Петков, Нино Петняков, Мадо Вълков, Тоне Донков, Йото Ганчев. Имало е представители и от село Маслово. За охрана е поставен Доне П. Кулчин. Поп Владо (Владимир Г. Попов) от Шияковци, който дълги години е служил в манастирската черква, разказва по сведения от дядо си, също свещеник в манастира, че Васил Левски го е посещавал два пъти. За пребиваването на Апостола в Шияковския манастир споменават акад. Иван Унджиев в книгата си „Васил Левски“ и много по-рано – Величко Белунов Душков в статията „Апостолът между шопите от Софийско и Пиротско“. 1. 2. 3. | “ |

През 1920-те години по предложение на свещ. Свилен Здравков Велинов започва строежът на съвременната сграда на църквата, на 4,5 м в южна посока от полуразрушената някогашна църква на манастира. През 1927 г. старата сграда на храма е срутена поради угрозата да падне сама.
Строежът на новата сграда приключва през 1929 г., за което свидетелства надпис на фасадата, и храмът е осветен на 28.08.1929 г. от Софийския митрополит Стефан и Знеполския епископ (Пимен съгласно източника, Паисий съгласно историята на Знеполска епархия). От стария храм е запазен дарен от Софийския митрополит Партений антиминс – обредна кърпа, върху която е нарисувано погребението на Христос, която се употребява и до днес по време на литургия.
От 2005 г. манастирът отново е постоянно обитаван и се работи по възстановяването му. През следващите години в двора на манастира е изградена жилищна сграда, навес, детска площадка, оформено е декоративно езерце. Поставени са барелеф на Васил Левски през 2006 г., паметна плоча със снимка и биографична информация за отец Генадий, чешма в памет на протойерей Владимир Г. Попов, свещенодействал 37 години в манастира.
През 2017 г. Община Костинброд поставя информационни табели, указващи маршрутите към Шияковския манастир и съдържащи кратка историческа справка, както и преиздава книгата „Шияковският манастир – едно от духовните светилища в Софийското Светогорие“ с автор Надежда Вл. Берова 

## Игумени на манастира
По данни от Възпоменателния албум на манастира, съставен от пенсионирания енорийски свещеник Владимир Г. Попов и тогава действащия свещеник Любен Чернев през 1981 г., в периода от 1898 г. до 1977 г. игумени на манастира са били следните свещенослужители.
| Период                           | Свещенослужител                    | Биографични данни |
| -------------------------------- | ---------------------------------- | --- |
| 1898 – 1910                      | Свещеник Ангелко Цветанов Гунчев   | Роден в с. Брезе на 10.05.1848 г., учил в килийното училище към манастира. След завършването му, учителствал в с. Голяновци. Ръкоположен е за свещеник на Шияковската енория от митрополит Мелетий Софийски. Почива на 07.07.1910 г., погребан е в двора на манастира, пред църквата.                                                                                     |
| 1910 – 1911                      | Протойерей Йордан Димитров Духов   | Роден в Костинброд, ръкоположен на 19.05.1897 г. от митрополит Партений Софийски. По негов почин е построен параклис „Свети Никола“ в Маслово и храм „Св. св. Кирил и Методий“ в Костинброд, в чийто църковен двор е погребан след като почива на 20.04.1944 г. |
| 1911 – 1927                      | Свещеник Свилен Здравков Велинов   | Ръкоположен през ноември 1911 г. от митрополит Партений. По време на службата му миряните от Шияковска околия със свои средства построяват съвременната сграда на църквата, която е осветена на 28.08.1929 г. В последните години от живота си завежда Костинбродската енория. Почива през 1936 г. Погребан е в двора на църквата „Св. св. Кирил и Методий“ в Костинброд. |
| 1927 – 1953                      | Протойерей Владимир Георгиев Попов | Роден на 28.03.1893 г. в Шияковци, внук на свещ. Ангелко Цветанов. Ръкоположен през 1927 г. от митрополит Стефан I Български, преди това е бил учител и офицер. С помощта на шияковчани, построява храм „Света Неделя“ в местността Престола (Църквето). Почива на 15.10.1984 г.                                                                                          |
| 1953 – 1964 (празничен свещеник) | Протойерей Владимир Георгиев Попов | Роден на 28.03.1893 г. в Шияковци, внук на свещ. Ангелко Цветанов. Ръкоположен през 1927 г. от митрополит Стефан I Български, преди това е бил учител и офицер. С помощта на шияковчани, построява храм „Света Неделя“ в местността Престола (Църквето). Почива на 15.10.1984 г.                                                                                          |
| 1953 – 1964                      | Свещеник Симеон Петров Иванов      | Роден в с. Голям извор, Тетевенско. Ръкоположен на 12.07.1937 г. от митрополит Стефан. Назначен е за свещеник в с. Петърч, но от 1953 г. обслужва и Шияковска енория, а празничните богослужения се обслужват от протойерей Владимир Попов. През 1964 г. предава енорията на Любен Чернев.                                                                                |
| 1964 – 1977                      | Свещеник Любен Атанасов Чернев     | Роден през юли 1912 г. в с. Радуловци, Кюстендилско. Ръкоположен от Неврокопския митрополит. През 1964 г. поема Шияковската енория. Ремонтира църквата на манастира и храм „Св. Никола“ в Маслово, узаконява с нотариални актове дворовете на храм „Св. Никола“ и храм „Св. Неделя“.                                                                                      |